# Hermannia burchellii
Hermannia burchellii är en malvaväxtart som först beskrevs av Robert Sweet, och fick sitt nu gällande namn av Verdoorn. Hermannia burchellii ingår i släktet Hermannia och familjen malvaväxter. Inga underarter finns listade i Catalogue of Life.